# Vohilava (Nosy Varika)
Vohilava est une commune rurale malgache située dans la région de Vatovavy.